# 近藤高代
近藤 高代（こんどう たかよ、1975年11月17日 - ）は、滋賀県大津市出身の棒高跳選手、元日本記録保持者。2004年アテネオリンピック日本代表。

## 経歴
- 1994年 滋賀県立東大津高等学校卒業、早稲田大学入学。大学2年時に走幅跳から転向して棒高跳を専門とする[2]
- 1998年 早稲田大学卒業、バンコクアジア大会4位
- 2000年 第13回アジア選手権大会（ジャカルタ）優勝
- 2001年 第85回日本選手権優勝
- 2002年 第86回日本選手権優勝、第14回アジア大会（釜山）4位、第14回アジア選手権（コロンボ）5位
- 2003年 第15回アジア選手権大会（マニラ）2位
- 2004年 第88回日本選手権優勝、アテネオリンピック出場（予選落ち）。5月29日愛知県豊田市で行われた中京大記録会にて4m35cmを記録し、日本新記録（当時）を樹立[3]
- 2005年 第10回世界選手権（ヘルシンキ）予選
- 2007年 第91回日本選手権優勝、第11回世界選手権（大阪）予選
- 2008年 アジア室内選手権（ドーハ）3位
- 2009年 第93回日本選手権優勝、第12回世界選手権（ベルリン）予選
- 2012年 競技生活を引退、近江高等学校保健体育科教諭に就任[1][2]